# Lijst van rijksmonumenten in Tietjerksteradeel

Tietjerksteradeel

De gemeente Tietjerksteradeel telt 163 inschrijvingen in het rijksmonumentenregister. Hieronder een overzicht. Voor een overzicht van alle beschikbare afbeeldingen zie de categorie Rijksmonumenten in Tytsjerksteradiel op Wikimedia Commons.

## Bergum
De plaats Bergum (Burgum) telt 16 inschrijvingen in het rijksmonumentenregister. Zie de Lijst van rijksmonumenten in Bergum voor een overzicht.

## Eernewoude
De plaats Eernewoude (Earnewâld) telt 2 inschrijvingen in het rijksmonumentenregister.
| Object                  | Oorspronkelijke functie? | Bouwjaar             | Architect | Locatie            | Coördinaten?                 | Nr.?  | Afbeelding        |
| ----------------------- | ------------------------ | -------------------- | --------- | ------------------ | ---------------------------- | ----- | ----------------- |
| It Kokelhûs             | Boerderij                | mog. 18e eeuw (kern) |           | It Fliet 16        | 53° 7' 53" NB, 5° 56' 29" OL | 35642 | Meer afbeeldingen |
| Hervormde kerk en toren | Kerk en kerkonderdeel    | 1774                 |           | Ds. Offerhausweg 1 | 53° 7' 54" NB, 5° 56' 33" OL | 35643 | Meer afbeeldingen |

## Eestrum
De plaats Eestrum (Jistrum) telt 5 inschrijvingen in het rijksmonumentenregister.
| Object | Oorspronkelijke functie? | Bouwjaar                                                                                          | Architect | Locatie         | Coördinaten?                  | Nr.?   | Afbeelding |
| --- | ------------------------ | ------------------------------------------------------------------------------------------------- | --------- | --------------- | ----------------------------- | ------ | --- |
| Hervormde kerk (Sint-Petruskerk) | Kerk en kerkonderdeel    | ca. 1230 (toren) midden 13e eeuw (kerk) verb. in late 15e eeuw, 1607 en 18e eeuw 1947-'49 (rest.) |           | Schoolstraat 2  | 53° 12' 44" NB, 6° 4' 1" OL   | 35645  | Meer afbeeldingen |
| Langgerekt woongebouw met zesruitsvensters onder twee evenwijdige zadeldaken tussen met houten lijsten afgedekte topgevels met hoekschoorstenen | Woonhuis                 |                                                                                                   |           | Schoolstraat 8  | 53° 11' 33" NB, 5° 59' 28" OL | 35646  | Meer afbeeldingen |
| Boerderij onder rieten dak met woonhuis met zesruitsvensters uitgebouwd aan de lange zijde van het voorhuis                                     | Boerderij                | 1800-1850                                                                                         |           | Schoolstraat 31 | 53° 12' 45" NB, 6° 3' 51" OL  | 35647  | Meer afbeeldingen |
| Kop-hals-rompboerderij met zesruitsvensters in beganegrond en topgevel                                                                          | Boerderij                | 1865                                                                                              |           | Schoolstraat 54 | 53° 12' 55" NB, 6° 3' 41" OL  | 35648  | Meer afbeeldingen |
| Boerderij onder grotendeels rieten dak met klein voorhuis met zesruitsvensters, ook in het woongedeelte van de schuur                           | Boerderij                |                                                                                                   |           | Schoolstraat 59 | 53° 12' 55" NB, 6° 3' 33" OL  | 35649  | Boerderij onder grotendeels rieten dak met klein voorhuis met zesruitsvensters, ook in het woongedeelte van de schuur |
| Gereformeerde kerk, orgel | Vanwege onderdelen kerk  | ca. 1700                                                                                          |           | Marwei 2        | 53° 12' 46" NB, 6° 3' 46" OL  | 460747 | Upload foto |

## Garijp
De plaats Garijp (Garyp) telt 16 inschrijvingen in het rijksmonumentenregister. Zie de Lijst van rijksmonumenten in Garijp voor een overzicht.

## Giekerk
De plaats Giekerk (Gytsjerk) telt 6 inschrijvingen in het rijksmonumentenregister.
| Object                                                                               | Oorspronkelijke functie? | Bouwjaar                                                                                    | Architect    | Locatie               | Coördinaten?                  | Nr.?   | Afbeelding        |
| ------------------------------------------------------------------------------------ | ------------------------ | ------------------------------------------------------------------------------------------- | ------------ | --------------------- | ----------------------------- | ------ | ----------------- |
| Martinuskerk. Hervormde kerk                                                         | Kerk en kerkonderdeel    | eind 12e eeuw 1500-1550 (verb.) 18e eeuw (vensters zuidzijde) 1800-1850 (houten geveltoren) |              | Canterlandseweg 63    | 53° 14' 29" NB, 5° 52' 41" OL | 35654  | Meer afbeeldingen |
| Coöperatieve Stoomzuivelfabriek "Trynwâlden", directeurswoning                       | Industrie                | 1896 1921 (paneeldeur)                                                                      |              | R. van Nautaweg 1     | 53° 14' 7" NB, 5° 53' 58" OL  | 512509 | Meer afbeeldingen |
| Coöperatieve Stoomzuivelfabriek "Trynwâlden", kantoor, laboratorium en melkontvangst | Industrie                | 1921                                                                                        | H. Nieuwland | R. van Nautaweg 3     | 53° 14' 8" NB, 5° 53' 57" OL  | 512510 | Meer afbeeldingen |
| Coöperatieve Stoomzuivelfabriek "Trynwâlden", machinekamer/ketelhuis en watertoren   | Industrie                | 1896 (watertoren) 1921 (machinekamer/ketelhuis)                                             |              | bij R. van Nautaweg 1 | 53° 14' 7" NB, 5° 53' 58" OL  | 512511 | Meer afbeeldingen |
| Coöperatieve Stoomzuivelfabriek "Trynwâlden", waslokaal                              | Nijverheid               | 1921                                                                                        | H. Nieuwland | bij R. van Nautaweg 3 | 53° 14' 8" NB, 5° 53' 57" OL  | 512512 | Upload foto       |
| Coöperatieve Stoomzuivelfabriek "Trynwâlden", zes arbeiderswoningen                  | Woonhuis                 | ca. 1895                                                                                    |              | R. van Nautaweg 5-15  | 53° 14' 8" NB, 5° 53' 56" OL  | 512513 | Meer afbeeldingen |

## Hardegarijp
De plaats Hardegarijp (Hurdegaryp) telt zes inschrijvingen in het rijksmonumentenregister.
| Object                                             | Oorspronkelijke functie? | Bouwjaar                               | Architect      | Locatie           | Coördinaten?                 | Nr.?   | Afbeelding                                         |
| -------------------------------------------------- | ------------------------ | -------------------------------------- | -------------- | ----------------- | ---------------------------- | ------ | -------------------------------------------------- |
| Hofkerk (Hervormde kerk)                           | Kerk en kerkonderdeel    | 1711                                   |                | Rijksstraatweg 54 | 53° 13' 4" NB, 5° 56' 41" OL | 35655  | Meer afbeeldingen                                  |
| Arbeiderswoning in ambachtelijk-traditionele stijl | Woonhuis                 | ca. 1850                               |                | Langedyk 17       | 53° 13' 17" NB, 5° 58' 1" OL | 512518 | Arbeiderswoning in ambachtelijk-traditionele stijl |
| Arbeiderswoning, stookhok                          | Onderdeel woningen e.d.  | ca. 1850                               |                | bij Langedyk 17   | 53° 13' 17" NB, 5° 58' 1" OL | 512519 | Upload foto                                        |
| Herenhuis met aangebouwde garage                   | Woonhuis                 | 1913                                   | B.J. de Jong   | Rijksstraatweg 22 | 53° 13' 4" NB, 5° 56' 16" OL | 512584 | Herenhuis met aangebouwde garage                   |
| Villa                                              | Woonhuis/atelier         | 1963                                   | Abe Bonnema    | Rijksstraatweg 24 |                              | 532220 | Meer afbeeldingen                                  |
| Villa Nova                                         | Woonhuis                 | 1856 1970-1979 (rest. en herinr. tuin) | M. Ruys (tuin) | Pôllesingel 2     | 53° 13' 7" NB, 5° 56' 58" OL | 515912 | Villa Nova                                         |

## Molenend
De plaats Molenend (Mûnein) telt 7 inschrijvingen in het rijksmonumentenregister.
| Object                                                    | Oorspronkelijke functie? | Bouwjaar                    | Architect | Locatie               | Coördinaten?                  | Nr.?   | Afbeelding                                                |
| --------------------------------------------------------- | ------------------------ | --------------------------- | --------- | --------------------- | ----------------------------- | ------ | --------------------------------------------------------- |
| Kop-hals-rompboerderij in ambachtelijk-traditionele stijl | Boerderij                | rond 1880 1952 (aankapping) |           | Kaetsjemuoiwei 28     | 53° 15' 19" NB, 5° 55' 3" OL  | 512564 | Kop-hals-rompboerderij in ambachtelijk-traditionele stijl |
| Kop-hals-rompboerderij, stookhok                          | Boerderij                | 1880                        |           | bij Kaetsjemuoiwei 28 | 53° 15' 19" NB, 5° 55' 3" OL  | 512565 | Kop-hals-rompboerderij, stookhok                          |
| Arbeiderswoning                                           | Woonhuis                 | 1907                        | A.R. Jong | Dokter Kijlstraweg 3  | 53° 15' 15" NB, 5° 54' 45" OL | 512567 | Arbeiderswoning                                           |
| Arbeiderswoning                                           | Woonhuis                 | 1907                        | A.R. Jong | Dokter Kijlstraweg 7  | 53° 15' 15" NB, 5° 54' 47" OL | 512568 | Arbeiderswoning                                           |
| Arbeiderswoning                                           | Woonhuis                 | 1907                        | A.R. Jong | Dokter Kijlstraweg 11 | 53° 15' 15" NB, 5° 54' 50" OL | 512569 | Arbeiderswoning                                           |
| Arbeiderswoning                                           | Woonhuis                 | 1907                        | A.R. Jong | Kaetsjemuoiwei 29     | 53° 15' 15" NB, 5° 54' 52" OL | 512570 | Arbeiderswoning                                           |
| Arbeiderswoning van het krimpentype                       | Woonhuis                 | ca. 1870                    |           | Kaetsjemuoiwei 35     | 53° 15' 23" NB, 5° 55' 4" OL  | 512585 | Arbeiderswoning van het krimpentype                       |

## Noordbergum
De plaats Noordbergum (Noardburgum) telt 5 inschrijvingen in het rijksmonumentenregister.
| Object                                      | Oorspronkelijke functie?  | Bouwjaar             | Architect | Locatie               | Coördinaten?                 | Nr.?   | Afbeelding                         |
| ------------------------------------------- | ------------------------- | -------------------- | --------- | --------------------- | ---------------------------- | ------ | ---------------------------------- |
| Kop-hals-rompboerderij met zesruitsvensters | Boerderij                 | 1860-1869 (voorhuis) |           | Rijksstraatweg 62     | 53° 13' 15" NB, 6° 0' 27" OL | 35656  | Meer afbeeldingen                  |
| Hervormde kerk                              | Kerk en kerkonderdeel     | 1849-'50             |           | Rijksstraatweg 15     | 53° 13' 17" NB, 6° 0' 1" OL  | 512526 | Meer afbeeldingen                  |
| Hervormde kerk: pastorie                    | Kerkelijke dienstwoning   | 1849 1905 (verb.)    |           | Rijksstraatweg 13     | 53° 13' 16" NB, 6° 0' 1" OL  | 512527 | Hervormde kerk: pastorie           |
| Hervormde kerk: catechisatielokaal          | Kerk en kerkonderdeel     | 1895                 |           | bij Rijksstraatweg 15 | 53° 13' 17" NB, 6° 0' 1" OL  | 512528 | Hervormde kerk: catechisatielokaal |
| Hervormde kerk: begraafplaats               | Begraafplaats en -onderdl | 1892 (oudste graf)   |           | bij Rijksstraatweg 15 | 53° 13' 17" NB, 6° 0' 1" OL  | 512529 | Hervormde kerk: begraafplaats      |

## Oenkerk
De plaats Oenkerk (Oentsjerk) telt 16 inschrijvingen in het rijksmonumentenregister.
| Object                                        | Oorspronkelijke functie?  | Bouwjaar                                                                                          | Architect                                         | Locatie           | Coördinaten?                  | Nr.?   | Afbeelding        |
| --------------------------------------------- | ------------------------- | ------------------------------------------------------------------------------------------------- | ------------------------------------------------- | ----------------- | ----------------------------- | ------ | ----------------- |
| Mariakerk. Hervormde kerk en toren            | Kerk en kerkonderdeel     | ca. 1230 (schip) 14e eeuw (toren) 1656 (verb.) 1937 (rest.) 1974-'76 (rest.)                      |                                                   | Wijnserdijk 9     | 53° 15' 14" NB, 5° 53' 30" OL | 35658  | Meer afbeeldingen |
| Jelte Binneshûs                               | Woonhuis                  | 1909                                                                                              | B.R. de Jong                                      | Rengersweg 53     | 53° 15' 15" NB, 5° 53' 43" OL | 512515 | Upload foto       |
| Jelte Binneshûs, koetshuis                    | Opslag                    | 1909                                                                                              |                                                   | bij Rengersweg 53 | 53° 15' 15" NB, 5° 53' 43" OL | 512516 | Upload foto       |
| Stania State: hoofdgebouw                     | Kasteel, buitenplaats     | 1854 (herb. pand) [ 7 ] 1939 (uitbr. pand) [ 1 ] 1854 (herb. pand) [ 8 ] 1939 (uitbr. pand) [ 1 ] |                                                   | Rengersweg 98     | 53° 15' 25" NB, 5° 53' 59" OL | 519581 | Meer afbeeldingen |
| Stania State: historische tuin- en parkaanleg | Tuin, park en plantsoen   | 1738 (tuin) 1821 (verb. tuin)                                                                     | J.H. Knoop (tuin 1738) L.P. Roodbaard (tuin 1821) | Rengersweg bij 98 | 53° 15' 24" NB, 5° 53' 59" OL | 519582 | Meer afbeeldingen |
| Stania State: berging                         | Bijgebouwen kastelen enz. | 1874                                                                                              | Lolke Dirks Doornik                               | Rengersweg bij 98 | 53° 15' 24" NB, 5° 53' 59" OL | 519583 | Upload foto       |
| Stania State: secundair toegangshek           | Tuin, park en plantsoen   | tweede kwart 20e eeuw                                                                             |                                                   | Rengersweg bij 98 | 53° 15' 24" NB, 5° 53' 59" OL | 519584 | Meer afbeeldingen |
| Stania State: drie-armige houten brug         | Tuin, park en plantsoen   | 20e eeuw                                                                                          | Lucas Pieters Roodbaard                           | Rengersweg bij 98 | 53° 15' 24" NB, 5° 53' 59" OL | 519585 | Meer afbeeldingen |
| Stania State: zandstenen vaas                 | Tuin, park en plantsoen   | 18e eeuw                                                                                          |                                                   | Rengersweg bij 98 | 53° 15' 24" NB, 5° 53' 59" OL | 519586 | Meer afbeeldingen |
| Stania State: eendengrot                      | Tuin, park en plantsoen   | ca. 1890                                                                                          |                                                   | Rengersweg bij 98 | 53° 15' 24" NB, 5° 53' 59" OL | 519587 | Meer afbeeldingen |
| Stania State: oranjeriekas                    | Bijgebouwen kastelen enz. | midden 19e eeuw                                                                                   |                                                   | Rengersweg bij 98 | 53° 15' 24" NB, 5° 53' 59" OL | 519588 | Meer afbeeldingen |
| Stania State: kweekbak                        | Bijgebouwen kastelen enz. | ca. 1930                                                                                          |                                                   | Rengersweg bij 98 | 53° 15' 24" NB, 5° 53' 59" OL | 519589 | Meer afbeeldingen |
| Stania State: lange kweekbak                  | Bijgebouwen kastelen enz. | ca. 1930                                                                                          |                                                   | Rengersweg bij 98 | 53° 15' 24" NB, 5° 53' 59" OL | 519590 | Upload foto       |
| Stania State: hekpijlers en hek               | Tuin, park en plantsoen   | ca. 1900                                                                                          |                                                   | Rengersweg bij 98 | 53° 15' 24" NB, 5° 53' 59" OL | 519608 | Upload foto       |
| Stania State: voormalige bakstenen boerderij  | Bijgebouwen kastelen enz. | ca. 1900                                                                                          |                                                   | Rengersweg 100    | 53° 15' 26" NB, 5° 54' 2" OL  | 519609 | Meer afbeeldingen |
| Stania State: toegangshek aan de Rengersweg   | Bijgebouwen kastelen enz. | tweede kwart 20e eeuw                                                                             |                                                   | Rengersweg bij 98 | 53° 15' 25" NB, 5° 53' 60" OL | 529434 | Meer afbeeldingen |

## Oostermeer
De plaats Oostermeer (Eastermar) telt 19 inschrijvingen in het rijksmonumentenregister. Zie de Lijst van rijksmonumenten in Oostermeer voor een overzicht.

## Oudkerk
De plaats Oudkerk (Aldtsjerk) telt 17 inschrijvingen in het rijksmonumentenregister.
| Object                                              | Oorspronkelijke functie?  | Bouwjaar | Architect                  | Locatie               | Coördinaten?                  | Nr.?   | Afbeelding                                          |
| --------------------------------------------------- | ------------------------- | --- | -------------------------- | --------------------- | ----------------------------- | ------ | --------------------------------------------------- |
| Hervormde kerk en toren (Pauluskerk)                | Kerk en kerkonderdeel     | midden 12e eeuw (kerk) begin 13e eeuw (toren) 1550-1600 (uitbr./verb.) 1721 (herstel toren) 1849 (herstel toren) 18e eeuw (vensters schip) 19e eeuw (koorsluiting) 1976-'77 (rest. toren) |                            | Van Sminiaweg 29      | 53° 15' 53" NB, 5° 53' 20" OL | 35669  | Meer afbeeldingen                                   |
| De Klinze                                           | Kasteel, buitenplaats     | ca. 1685 18e eeuw (verb.) 1836 (park) verb. in 1877, 1897 en 1966 | L.P. Roodbaard (park 1836) | Van Sminiaweg 32-34   | 53° 16' 1" NB, 5° 53' 46" OL  | 35672  | Meer afbeeldingen                                   |
| De Oudkerkermolen                                   | Industrie- en poldermolen | 1864 1975 (rest.) 2010 (herstel) |                            | Rhaladijk 19          | 53° 15' 56" NB, 5° 52' 38" OL | 35674  | Meer afbeeldingen                                   |
| Bosk-Ein                                            | Bijgebouwen kastelen enz. | 1890 1969 (aanbouw) | H.H. Kramer                | Van Sminiaweg 28      | 53° 15' 46" NB, 5° 53' 49" OL | 512571 | Bosk-Ein                                            |
| Grafheuvel van de familie Van Sminia                | Begraafplaats en -onderdl | 1857 |                            | bij Van Sminiaweg 29  | 53° 15' 53" NB, 5° 53' 20" OL | 512572 | Grafheuvel van de familie Van Sminia                |
| IJzeren geklonken ophaalbrug over de Murk           | Brug                      | ca. 1925 |                            | bij Van Sminiaweg 126 | 53° 16' 2" NB, 5° 53' 12" OL  | 512573 | IJzeren geklonken ophaalbrug over de Murk           |
| Rentenierswoning in ambachtelijk-traditionele stijl | Woonhuis                  | 1911 |                            | Van Sminiaweg 85      | 53° 15' 54" NB, 5° 53' 11" OL | 512579 | Rentenierswoning in ambachtelijk-traditionele stijl |
| Verenigingsgebouw "IJsclub Oudkerk"                 | Vergadering en vereniging | 1925 |                            | bij Marwei 25         | 53° 15' 44" NB, 5° 53' 2" OL  | 512580 | Verenigingsgebouw "IJsclub Oudkerk"                 |
| De Klinze                                           | Kasteel, buitenplaats     | 1655 |                            | Van Sminiaweg 36      | 53° 16' 3" NB, 5° 53' 43" OL  | 529159 | Meer afbeeldingen                                   |
| De Klinze: historische tuin- en parkaanleg          | Tuin, park en plantsoen   | vermoedelijk 17e eeuw |                            | Van Sminiaweg bij 36  | 53° 15' 58" NB, 5° 53' 41" OL | 529160 | Meer afbeeldingen                                   |
| De Klinze: brug                                     | Tuin, park en plantsoen   | 19e eeuw |                            | Van Sminiaweg bij 36  | 53° 16' 3" NB, 5° 53' 43" OL  | 529161 | Meer afbeeldingen                                   |
| De Klinze: prieel                                   | Tuin, park en plantsoen   | ca. 1900 |                            | Van Sminiaweg bij 36  | 53° 16' 3" NB, 5° 53' 43" OL  | 529163 | Meer afbeeldingen                                   |
| De Klinze: koetshuis                                | Bijgebouwen kastelen enz. | 19e eeuw (oorsprong) 1987 (herbouwd) |                            | Van Sminiaweg bij 36  | 53° 16' 3" NB, 5° 53' 43" OL  | 529164 | De Klinze: koetshuis                                |
| De Klinze: tuinmanswoning                           | Bijgebouwen kastelen enz. | 1878 |                            | Van Sminiaweg 32      | 53° 16' 1" NB, 5° 53' 46" OL  | 529165 | Upload foto                                         |
| De Klinze: oranjerie                                | Tuin, park en plantsoen   | 1878 |                            | Van Sminiaweg bij 36  | 53° 16' 3" NB, 5° 53' 43" OL  | 529166 | Upload foto                                         |
| De Klinze: hekken op voorplein                      | Tuin, park en plantsoen   | 1822 |                            | Van Sminiaweg bij 36  | 53° 16' 3" NB, 5° 53' 43" OL  | 529167 | Upload foto                                         |
| De Klinze: toegangshekken                           | Tuin, park en plantsoen   | 1822 |                            | Van Sminiaweg bij 36  | 53° 16' 3" NB, 5° 53' 43" OL  | 529168 | Upload foto                                         |

## Rijperkerk
De plaats Rijperkerk (Ryptsjerk) telt 7 inschrijvingen in het rijksmonumentenregister.
| Object | Oorspronkelijke functie?  | Bouwjaar                                | Architect | Locatie              | Coördinaten?                  | Nr.?   | Afbeelding        |
| --- | ------------------------- | --------------------------------------- | --------- | -------------------- | ----------------------------- | ------ | ----------------- |
| Kerk van Rijperkerk (Hervormde kerk) | Kerk en kerkonderdeel     | 1757                                    |           | Slachtedijk 1        | 53° 13' 13" NB, 5° 56' 16" OL | 35677  | Meer afbeeldingen |
| Grote boerderij met dwars voorhuis met zesruitsvensters, halsgeveltje met Vlaamse top met beeldhouwwerk boven de ingang en met hoekschoorstenen met borden | Boerderij                 | 1878 (verb.)                            |           | Slachtedijk 3        | 53° 13' 17" NB, 5° 56' 2" OL  | 35678  | Meer afbeeldingen |
| Ypeymolen | Industrie- en poldermolen | oorspr. 1858 1980-'81 (verpl. en rest.) |           | Westerdijk 1 A       | 53° 13' 21" NB, 5° 54' 5" OL  | 35687  | Meer afbeeldingen |
| Kop-rompboerderijtje in roodbruine handvormsteen met staafankers onder rieten zadeldak met vorstpannen met topschoorsteen                                  | Boerderij                 | 1860                                    |           | Nieuwlandsweg 12     | 53° 13' 54" NB, 5° 54' 57" OL | 452479 | Meer afbeeldingen |
| Kop-rompboerderijtje, blokschuur | Boerderij                 | ca. 1917                                |           | bij Nieuwlandsweg 12 | 53° 13' 54" NB, 5° 54' 57" OL | 452480 | Meer afbeeldingen |
| Arbeiderswoning in roodbruine handvormsteen onder driezijdig rieten schilddak met uilebord en makelaar tegen rechte voorgevel met topschoorsteen met bord  | Woonhuis                  | 1826                                    |           | Nieuwlandsweg 14     | 53° 13' 55" NB, 5° 54' 57" OL | 452481 | Meer afbeeldingen |
| Arbeiderswoning, kleine veeschuur | Boerderij                 | waarsch. midden 19e eeuw                |           | bij Nieuwlandsweg 14 | 53° 13' 55" NB, 5° 54' 57" OL | 452482 | Meer afbeeldingen |

## Suameer
De plaats Suameer (Sumar) telt 9 inschrijvingen in het rijksmonumentenregister. Zie de Lijst van rijksmonumenten in Suameer voor een overzicht.

## Suawoude
De plaats Suawoude (Suwâld) telt 2 inschrijvingen in het rijksmonumentenregister.
| Object | Oorspronkelijke functie?                        | Bouwjaar                                                          | Architect | Locatie          | Coördinaten?                  | Nr.?  | Afbeelding |
| --- | ----------------------------------------------- | ----------------------------------------------------------------- | --------- | ---------------- | ----------------------------- | ----- | --- |
| Georgiuskerk. Hervormde kerk | Kerk en kerkonderdeel                           | oorspr. 12e eeuw ca. 1580 (herst.) 1631-'32 (herst.) 1889 (toren) |           | Kerkbuurt 23     | 53° 10' 45" NB, 5° 55' 39" OL | 35684 | Meer afbeeldingen |
| It Bakkershûs. Boerderij, Bakkerij, Herberg met groot dwars gebouwd woonhuis onder schilddak met roedenverdeling in de vensters naast ingang met zijlichten | Boerderij, Bakkerij, Herberg, Cichorei-drogerij | 1814                                                              |           | Zuidereind 31-33 | 53° 10' 20" NB, 5° 56' 7" OL  | 35685 | It Bakkershûs. Boerderij, Bakkerij, Herberg met groot dwars gebouwd woonhuis onder schilddak met roedenverdeling in de vensters naast ingang met zijlichten |

## Tietjerk
De plaats Tietjerk (Tytsjerk) telt 27 inschrijvingen in het rijksmonumentenregister. Zie de Lijst van rijksmonumenten in Tietjerk voor een overzicht.

## Wijns
De plaats Wijns (Wyns) telt 3 inschrijvingen in het rijksmonumentenregister.
| Object                                                                       | Oorspronkelijke functie?  | Bouwjaar                                                        | Architect | Locatie   | Coördinaten?                  | Nr.?  | Afbeelding                                                                   |
| ---------------------------------------------------------------------------- | ------------------------- | --------------------------------------------------------------- | --------- | --------- | ----------------------------- | ----- | ---------------------------------------------------------------------------- |
| Kop-hals-rompboerderij met zesruitsvensters en schoorstenen aan de topgevels | Boerderij                 | midden 18e eeuw 1860 (verb.)                                    |           | Nummer 28 | 53° 15' 22" NB, 5° 49' 56" OL | 35689 | Kop-hals-rompboerderij met zesruitsvensters en schoorstenen aan de topgevels |
| Sint-Vituskerk. Hervormde kerk                                               | Kerk en kerkonderdeel     | ca. 1200 (toren is iets jonger) 1974-'76 (rest.) 1999 (herinr.) |           | Wijns 31  | 53° 15' 6" NB, 5° 49' 56" OL  | 35690 | Meer afbeeldingen                                                            |
| Wijnsermolen                                                                 | Industrie- en poldermolen | 1871 gerestaureerd in o.a. 1970 en 1994-'95                     |           | Wyns 14   | 53° 15' 42" NB, 5° 50' 43" OL | 35691 | Meer afbeeldingen                                                            |

Achtkarspelen ·
Ameland ·
Dantumadeel ·
De Friese Meren ·
Harlingen ·
Heerenveen ·
Leeuwarden ·
Noardeast-Fryslân ·
Ooststellingwerf ·
Opsterland ·
Schiermonnikoog ·
Smallingerland ·
Súdwest-Fryslân ·
Terschelling ·
Tietjerksteradeel ·
Vlieland ·
Waadhoeke ·
Weststellingwerf